# سياسة الطاقة في إسكتلندا
سياسة الطاقة في اسكتلندا هي مسألة محفوظة خصيصا للبرلمان البريطاني بموجب أحكام قانون اسكتلندا لعام 1998 الذي أنشأ البرلمان الإسكتلندي المنقول. وبالرغم من أن التخطيط هو مسألة تم نقلها، فإن الحكومة الاسكتلندية لديها القدرة على تشكيل اتجاه توليد الطاقة في اسكتلندا من خلال الموافقة على مشاريع جديدة أو رفضها.
في عام 2004، دعت لجنة المؤسسة للبرلمان الإسكتلندي إلى تطوير سياسة الطاقة الاسكتلندية «الكاملة».
وقد استخدمت حكومة الحزب القومي الاسكتلندي التي تولت السلطة في أيار / مايو 2007 كلمة «الطاقة» على وجه التحديد عندما تم إنشاء منصب وزير الطاقة والسياحة ليحل محل منصب «وزير المشاريع والتعلم مدى الحياة».

## وقود حفري
إغلاق محطة الطاقة لونغانيت في مارس 2016 انهى إنتاج الطاقة التي تعمل بالفحم في اسكتلندا.

## الطاقة المتجددة

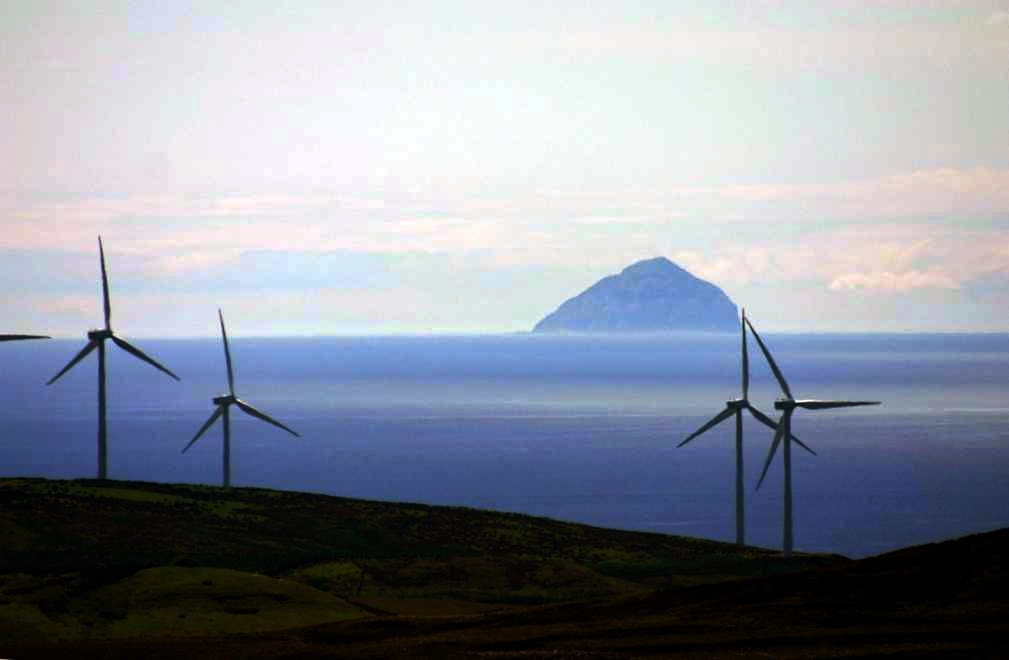
تشكل الرياح والموجات والمد أكثر من 80٪ من إمكانات الطاقة المتجددة في اسكتلندا.

إنتاج الطاقة المتجددة في اسكتلندا هو قضية التي ظهرت في الصدارة من الناحية التقنية والاقتصادية والسياسية خلال السنوات الأولى من القرن الحادي والعشرين. قاعدة الموارد الطبيعية للطاقة المتجددة هي استثنائية من قبل المعايير الأوروبية، وحتى العالمية، مع أهم المصادر المحتملة الرياح، وطاقة الأمواج، والمد والجزر.
في نهاية عام 2011، كان هناك 4,796 ميغاواط من الطاقة الكهربائية المتجددة في اسكتلندا، بزيادة قدرها 9.5 في المئة) 416 ميجاوات (في نهاية عام 2010. وكان توليد الكهرباء المتجددة في عام 2011 رقما قياسيا عند 13750 جيجاواط ساعة - أي بزيادة قدرها 44.5 في المائة عن عام 2010. وجاء نحو 35 في المائة من الكهرباء في اسكتلندا من مصادر الطاقة المتجددة في عام 2011، وهو ما يتجاوز هدف الحكومة الاسكتلندية البالغ 31 في المائة. وأسهمت اسكتلندا بنحو 40 في المائة من إنتاج الطاقة المتجددة في المملكة المتحدة في عام 2011.
التحسينات المستمرة في الهندسة والاقتصاد تمكن المزيد من الموارد المتجددة لاستخدامها. وقد دفعت المخاوف بشأن «ذروة النفط» وتغير المناخ الموضوع إلى رفع مستوى الأجندة السياسية، كما تشجع على استخدام مختلف أنواع الوقود الحيوي. وعلى الرغم من أن تمويل العديد من المشاريع لا يزال إما مضاربا أو يعتمد على حوافز السوق، فمن المحتمل أن يكون هناك تغيير كبير، وعلى الأرجح على المدى الطويل، في الاقتصادات التي تقوم عليها.
بالإضافة إلى الزيادات المزمعة في كل من القدرة على توليد الكهرباء على نطاق واسع والمنظومات الصغيرة باستخدام مصادر متجددة، يجري حاليا بحث مختلف الخطط ذات الصلة للحد من انبعاثات الكربون. وعلى الرغم من وجود دعم كبير من القطاعات العامة والخاصة والمجتمعية، فقد أعرب عن شواغل بشأن تأثير التكنولوجيات على البيئة الطبيعية. وهناك أيضا نقاش سياسي ناشئ حول العلاقة بين تحديد المواقع، وملكية هذه الموارد الموزعة على نطاق واسع والسيطرة عليها.
وهناك نقاش سياسي مستمر يحيط بالامتيازات ومخططات التحفيز المتاحة للتكنولوجيات المتجددة في اسكتلندا. هناك توترات حول التفاوت في التكاليف بين المنشآت المتجددة في اسكتلندا مقارنة بتلك الموجودة في انكلترا مع اقتراح بأن هذا يجب أن تعترف به حكومة المملكة المتحدة.

## الطاقة النووية
عندما أعلنت حكومة المملكة المتحدة عن استعراض للطاقة في أوائل عام 2006، أوضح الحزب الوطني الاسكتلندي (SNP) وآخرون وجهة نظرهم بأن اسكتلندا لا تحتاج إلى محطات طاقة نووية جديدة. وبحلول يناير / كانون الثاني 2008، عندما أعطت حكومة المملكة المتحدة المرحلة المقبلة لجيل جديد من محطات الطاقة النووية التي سيتم بناؤها في جميع أنحاء المملكة المتحدة، شكل الحزب الوطني الإسكتلندي الحكومة الاسكتلندية وأوضح الوزير الأولأليكس سالموند أنه لا توجد «فرصة» لبناء المزيد من محطات الطاقة النووية في اسكتلندا. وكان موقف الحكومة مدعوما من البرلمان الإسكتلندي الذي صوت 63-58 لدعم سياسة الحكومة الاسكتلندية في معارضة محطات الطاقة النووية الجديدة.

## خط كهرباء بيولي-ديني
وقد تم اقتراح ترقية 400 كيلوفولت إلى شبكة نقل 132 كيلوفولت الحالية، التي اعتبرت أساسية للتوسع في المستقبل  في التخطيط  لمدة ثلاث سنوات. كانت هناك معارضة صريحة من بعض القطاعات  والدعم القوي من القطاعات الأخرى. كانت الاعتراضات أساسا على أساس التأثير البصري للأبراج التي تمر عبر حافة الحديقة الوطنية كايرنغورمز. 53 كم من خط 132 داخل الحديقة تم إزالتها ولم يتم استبدالها. وسوف يتم تشغيل الدائرة 220 كم من بيولي، غرب إنفرنيس إلى ديني، غرب فالكيرك بالقرب من ادنبره. 
في عام 2008، خلصت أول دراسة مستقلة رئيسية مرتبطة بأهداف الطاقة المتجددة للحكومة الاسكتلندية إلى أن ترقية خط كهرباء بيولي-ديني سيكون مفتاح التنمية المستقبلية.
في يناير 2010، وافقت الحكومة الاسكتلندية على الترقية إلى خط نقل بيولي إلى ديني، الذي تم تنشيطه بحلول عيد الميلاد عام 2015.